# باشگاه فوتبال اکلشال
باشگاه فوتبال اکلشال (به انگلیسی: Eccleshall Football Club) یک باشگاه فوتبال در شهر اکلشال، کشور انگلستان است که در سال ۱۹۷۱ میلادی تأسیس شده‌است.